# اوپانیشاد کوشیتکی
اوپانیشاد کوشیتکی (سانسکریت: कौषीतकि उपनिषद्، آوانگاری: Kauṣītaki Upaniṣad) متنی از ریگ‌ودا به زبان سانسکریت است. این اوپانیشاد را با شاخهٔ کوشیتکی مرتبط می‌دانند، ولی اوپانیشاد کوشیتکی یک اوپانیشاد سامایا است، به این معنی که در همهٔ مکاتب ودانتا قرائت می‌شود. رابرت هیوم این اوپانیشاد را در ترجمه‌اش از ۱۳ اوپانیشاد اصیل آورد، و در فهرست ۱۰۸ اوپانیشادی موکتیکا تحت شماره ۲۵ آمده است.
اوپانیشاد کوشیتکی با عنوان اوپانیشاد کوشیتکی براهمانا هم شناخته می‌شود و بخشی از آرنیکه کوشیتکی است. آرنیکه کوشیتکی مشتمل بر ۱۵ فصل است که چهارتای آنها اوپانیشاد کوشیتکی را تشکیل می‌دهند.